# مکان‌های اجابت مزاج جانوران
مکان‌های اجابت مزاج جانوران (به انگلیسی: Animal latrine) مکان‌هایی هستند که جانوران حیات وحش معمولاً در آن دفع مدفوع و ادرار می‌کنند. بسیاری از انواع جانوران از این نظر بسیار خاص هستند و روال‌های کلیشه‌ای دارند، از جمله نزدیک شدن و خروج. بسیاری از آنها دارای مناطق اجابت مزاج مشترک هستند.
محل‌های دفع مدفوع ممکن است به عنوان نشانگر قلمرو (جانوران) عمل کنند. «آیین‌های دفع» مفصل برای اسب‌های نر بالغ وگوزن نر گزارش شده‌استکه تصور می‌شود برای پرهیز از رویارویی و درگیری تأثیر داشته باشند. در مقابل، جانوران ماده و کم‌سن چنین رفتاری از خود نشان نمی‌دهند.

## جانوران دارای مکان‌های اختصاصی اجابت مزاج
جانوران دارای سرویس بهداشتی مشترک شامل راکون‌ها، رودک‌ها فیل، گوزن، شاخ‌درازان اسب و (پیش از تاریخ) دوسگ‌دندان (یک جایگاه ۲۴۰ میلیون ساله «کهن‌ترین توالت عمومی جهان» نامیده می‌شد). هستند.